# Nicolas de Bollwiller
 (janvier 2013).
Nicolas de Bollwiller, bailli de Haguenau, est au service de Charles Quint. 
Après la déroute française à la bataille de Saint-Quentin (10 août 1557), il tente de s'emparer de la Bresse (septembre-octobre 1557). Il échoue, en partie parce que reviennent d'Italie - par la Suisse et la Bresse - les troupes commandées par Claude II d'Aumale, frère de François de Guise.